# شيباني دانديكار
شيباني دانديكار (بالمايثيلية: शिबानी दान्डेकर) هي ممثلة، مغنية وعارضة هندية بدأت عملها من خلال تقديم برامج التلفزيون الأمريكي]]. وبعد عودتها إلى الهند استمرت في تقديم أضخم البرامج والأحداث الهندية إضافة إلى عملها في عروض الأزياء والغناء.

## حياتها
وُلدت شيباني دنديكار الابنة الكبرى الثانية في عائلة هندية ماهاراشترية. لديها اثنين من الأشقاء، أنوشا دانديكار، مغنية وممثلة تعمل في بوليوود، وإبيكسها دانديكا. شكلت شيباني مع شقيقاتها فرقة موسيقية تدعى دي ميجور (بالإنجليزية: D-Major)‏. عاشت شيباني طفولتها بين لندن وأستراليا وأفريقيا، وفي 2001 انتقلت إلى مدينة نيويورك، الولايات المتحدة وبدأت العمل في التلفزيون الأمريكي. استضافت ثلاث برامج تلفزيونية وطنية: "Namaste America"، V Desi وAsian Variety Show. في هذا الدور، قدمت أكبر نجوم بوليوود إلى الجماهير الأمريكية واستضافت أيضًا أمسية بعنوان «مع شاه روخ خان في أتلانتيك سيتي». وقد شاركت في النسخة الهندية من مسابقة الرقص مع النجوم.

## أعمالها

### في السينما
| السنة | الفيلم                         | الدور               | اللغة        |
| ----- | ------------------------------ | ------------------- | ------------ |
| 2014  | وقت فراغ timepass              | راقصة               | لغة مراثية   |
| 2014  | سانغاراش Sangharsh             | كاميلي (راقصة)      | لغة مراثية   |
| 2015  | روي Roy                        | زويا                | لغة هندية    |
| 2015  | شاندار Shaandaar               | سونيا               | لغة هندية    |
| 2016  | سلطان Sultan                   | مقدمة تلفزيون       | لغة هندية    |
| 2017  | الإسم هو شابانا Naam Shabana   | ظهور خاص في الأغنية | لغة هندية    |
| 2017  | نور Noor                       | زارا باتيل          | لغة هندية    |
| 2018  | ملكة مرة أخرى Queen Once Again | سيُعلن لاحقاً         | لغة تيلوغوية |
| 2018  | فريكي Firrkie                  | سيُعلن لاحقاً         | لغة هندية    |